# Dasyatis fluviorum
Dasyatis fluviorum är en rockeart som beskrevs av Ogilby 1908. Dasyatis fluviorum ingår i släktet Dasyatis och familjen spjutrockor. IUCN kategoriserar arten globalt som sårbar. Inga underarter finns listade i Catalogue of Life.